# Кинсибба
Кинсибба (араб. كنسبا‎) — небольшой город на северо-западе Сирии, расположенный на территории мухафазы Латакия. Входит в состав района Эль-Хаффа. Является административным центром одноимённой нахии.

## Географическое положение
Город находится в северо-восточной части мухафазы, на северо-западных склонах горного хребта Ансария, на высоте 858 метров над уровнем моря.

Кинсибба расположена на расстоянии приблизительно 35 километров к северо-востоку от города Латакия, административного центра провинции и на расстоянии 243 километров к северо-северо-западу (NNW) от Дамаска, столицы страны.

## Население
По данным официальной переписи 2004 года численность населения города составляла 514 человек (258 мужчин и 256 женщин). В конфессиональном составе населения преобладают христиане.

## Транспорт
Ближайший гражданский аэропорт — Международный аэропорт имени Басиля Аль-Асада.